# Línea 210v (Santiago de Chile)
La Línea 210v de Red (anteriormente llamado Transantiago) une la Avenida México de la comuna de Puente Alto con el sector Estación Central, recorriendo toda la Avenida Vicuña Mackenna. Es la variante del 210 regular.
Anteriormente formo parte de la UN 2 de Red, operada por Subus Chile, correspondiéndole el color azul a sus buses. Actualmente forma parte de la UN 17 de Red ahora es operado por Conecta Mobility S.A. 

## Flota
El 210v opera con buses de chasis Volvo, entre los cuales se cuenta el articulado B9-SALF, de 18,5 metros de largo y con capacidad de 160 personas aproximadamente. También figura en su flota el bus rígido de chasis Volvo B7R-LE, de 12 metros con capacidad cercana a las 90 personas. Todos estos buses son carrozados por Caio Induscar y Marcopolo, con el modelo Mondego L (rígido), Mondego LA (articulado) y Gran Viale (rígido).

## Historia
La línea 210v fue creada en 2015 como una de las principales rutas del plan de Transantiago, al cruzar la ciudad de punta a punta. Su preponderancia aumenta al ser la línea que se sobrepone a la mayoría del trazado de la línea 5 del Metro de Santiago, la principal de la red del ferrocarril metropolitano.
A partir del 8 de julio de 2017, el servicio 210v comienza a operar las 24 horas del día, al igual que el servicio 210 regular, el cual tendrá un leve ajuste de frecuencia.

## Trazado

### 210v Estación Central - Avenida México
| - Comuna de Estación Central - General Amengual - Av. 5 de Abril - Con-Con - Av. Libertador Bernardo O'Higgins - Comuna de Santiago - Av. Libertador Bernardo O'Higgins - Doctor Ramón Corvalan - Barón Pierre de Coubertin - Av. Vicuña Mackenna - Comuna de San Joaquín y La Florida - Av. Vicuña Mackenna - Av. Diego Portales (P26) - Comuna de Puente Alto - Av. México - Terminal | - Comuna de Puente Alto - Av. México - Comuna de La Florida. - Av. Diego Portales - Av. Vicuña Mackenna (P26) - Comuna de La Florida, Macul, Ñuñoa y Providencia - Av. Vicuña Mackenna - Comuna de Santiago - Av. Libertador Bernardo O'Higgins - Comuna de Estación Central - Av. Libertador Bernardo O'Higgins - General Amengual |

## Puntos de Interés
- Terminales de Buses Sur y Alameda
- Mall Plaza Alameda
- Estación Central y Terminal San Borja
- Barrio Universitario de Santiago
- Metro Los Héroes
- Centro de Santiago
- Metro Baquedano
- Hospital del Trabajador Santiago
- Metro Irarrázaval
- Metro Ñuble
- Metro Rodrigo de Araya
- Metro Camino Agrícola
- Metro San Joaquín
- Metro Pedrero
- Mall Florida Center
- Metro Mirador
- Municipalidad de La Florida
- Mall Plaza Vespucio
- Metro Bellavista de La Florida
- Metro Vicente Valdés
- Metro Rojas Magallanes
- Metro Trinidad
- Metro San José de la Estrella
- Metro Los Quillayes
- Escuela Andes Del Sur
- Colegio Merryland
- Villa Los Prados Tres
- Villa Futuro
- Villa Parque San Francisco
- Colegio Monte de Asís
- Condominio Monte Verde
- Plaza Cerrito Arriba
- Cerro La Ballena
- Villa El Refugio